# Henry John Temple
Pour les articles homonymes, voir Temple (homonymie) et Henry Temple.
Henry John Temple, 3e vicomte Palmerston, plus connu sous le nom de lord Palmerston, né le 20 octobre 1784 à Westminster et mort le 18 octobre 1865 à Brocket Hall (Hertfordshire), est un homme d'État britannique, souvent présent au gouvernement de 1809 à 1865, deux fois premier ministre, évoluant au cours de sa carrière du conservatisme au libéralisme.

## Biographie

### Famille
Henry-John Temple est le fils de Henry Temple (1739-1802), deuxième vicomte Palmerston, et de Mary Mee. Il est le descendant de John Temple, mort en 1704, Speaker de la Chambre des communes d'Irlande.

### Études et formation

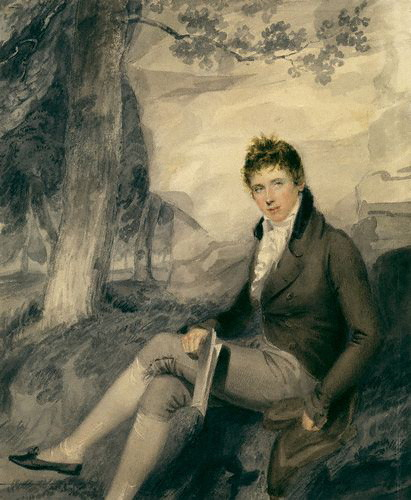
Palmerston à 18 ans, 1802.

Henry John Temple nait dans la maison (de Westminster) de sa famille, au sein de la branche irlandaise de la famille Temple le 20 octobre 1784. Henry devient le 3e vicomte Palmerston à la mort de son père en 1802. Sa famille a le titre de Pair d'Irlande (Peer of Ireland) , bien que le vicomte ne se rende presque jamais en Irlande. Son père est le 2e vicomte Palmerston (1739–1802), un pair Anglo-irlandais, sa mère est Marie (1752–1805), une fille de Benjamin Mee, marchand londonien.
De 1792 à 1794, le jeune futur Lord Palmerston accompagne sa famille lors d’une longue tournée continentale. En Italie, Palmerston fait appel à un tuteur italien qui lui apprend à parler et à écrire couramment l'italien. La famille ne se rend que très rarement dans son immense domaine de campagne au nord du comté de Sligo, à l’ouest de l'Irlande.
Il fait ses études à Harrow School (1795-1800). L'admiral Sir Augustus Clifford, 1er baronnet, est un bizut de Palmerston, du vicomte Althorp et du vicomte Duncannon.
Il se souvient plus tard de Palmerston comme de loin le plus miséricordieux des trois.
Palmerston est souvent engagé dans des combats d’école et ses camarades Old Harrovians se souvenaient de Palmerston comme d’une personne qui affrontait des brimades deux fois plus grandes que lui. Le père de Palmerston l’emmène à la  Chambre des Communes en 1799 où le jeune Palmerston serre la main du premier ministre, William Pitt.
Palmerston se trouve alors à l'Université d'Édimbourg (1800-1803) où il apprend l'économie politique de Dugald Stewart, ami des philosophes écossais Adam Ferguson et Adam Smith. Par la suite, Palmerston décrit son séjour à Édimbourg comme « un apprentissage de toutes les connaissances utiles et de toutes les habitudes d'esprit que je possède ».
Lord Minto écrit aux parents de Palmerston que le jeune Palmerston est charmant. Stewart écrit à un ami en disant de Palmerston: « En ce qui concerne le tempérament et la conduite, il représente tout ce que ses amis pourraient souhaiter. En effet, je ne peux pas dire que j’ai jamais vu un personnage plus irréprochable à cette époque de la vie, il présente des dispositions aimables ».

### Débuts (1784-1809)
Palmerston succède à son père au titre de vicomte Palmerston le 17 avril 1802, avant ses 18 ans. Le jeune 3e lord Palmerston hérite également d'un vaste domaine rural situé au nord du comté de Sligo à l'ouest de l'Irlande. Il construit plus tard Classiebawn Castle sur ce domaine. Palmerston se rend au St John's College, Cambridge (1803-1806). En tant que noble, il a le droit de passer son MA sans examen, mais Palmerston souhaite obtenir son diplôme par le biais d'examens. Cela lui est refusé, bien qu'il ait été autorisé à passer les examens à part du Collège. Il obtient des honneurs de première classe.
Après la déclaration de la guerre à la France en 1803, Palmerston participe aux préparatifs britanniques anti-invasion de 1803 à 1805, dans le groupe des Volunteers rassemblés pour s'opposer à une invasion française du Royaume-Uni par Napoléon. Il est l'un des trois officiers de l'unité du St John's College.
Il est nommé lieutenant-colonel, commandant des Romsey Volunteers.

### Secrétaire à la Guerre (1809-1828)
Le discours de Palmerston a un tel succès que Spencer Perceval, qui forme son gouvernement en 1809, lui demande de devenir chancelier de l'Échiquier, alors un poste moins important qu'il ne l'est à partir du milieu du XIXe siècle. Palmerston préfère le poste de secrétaire à la guerre, exclusivement chargé des affaires financières de l'armée. Sans siège au cabinet jusqu'en 1827, il reste à ce dernier poste pendant 20 ans.
Le 1er avril 1818, le lieutenant Davies, officier à la retraite à demi-solde, qui se plaint et est furieux de la réponse du War Office à sa demande de pension, tire sur Palmerston en montant les marches du War Office. Cependant, la balle ne lui rase que le dos et la blessure est légère. Après que Palmerston a appris que Davies était en colère, il paie sa défense légale lors du procès (Davies est envoyé à Bedlam).
Après le suicide de Castlereagh en 1822, le gouvernement de Lord Liverpool commence à se diviser en fonction des lignes politiques. L'aile plus libérale du gouvernement conservateur fait un pas en avant, avec George Canning devenu secrétaire aux Affaires étrangères et leader de la Chambre des communes, William Huskisson prônant et appliquant les doctrines du libre-échange et l'émancipation des catholiques émergeant comme une question ouverte. Bien que Palmerston ne soit pas membre du Cabinet, il appuie cordialement les mesures prises par Canning et ses amis.
À la retraite de Lord Liverpool en avril 1827, Canning est appelé à devenir premier ministre. Les conservateurs les plus conservateurs, notamment Robert Peel, retirent leur soutien et une alliance se forme entre les membres libéraux du défunt ministère et les Whigs. Le poste de chancelier de l'échiquier est offert à Palmerston qui l'accepte, mais cette nomination est contrariée par une intrigue entre George IV du Royaume-Uni et John Charles Herries. Palmerston reste secrétaire à la guerre, bien qu'il obtienne un siège au cabinet pour la première fois. L'administration Canning prend fin quatre mois seulement après la mort du Premier ministre. Elle est suivie par le ministère de Lord Goderich, qui survit à peine à l'année.
Les Canningites restent influents et le premier duc de Wellington s'empresse d'inclure Palmerston, Huskisson, Charles Grant, 1er baron Glenelg, William Lamb, 2e vicomte de Melbourne, et John Ward (1er comte de Dudley) dans le gouvernement qu'il forme par la suite. Toutefois, un différend entre Wellington et Huskisson sur la question de la représentation parlementaire à Manchester et Birmingham entraîne la démission de Huskisson et de ses alliés dont Palmerston. Au printemps de 1828, après plus de vingt ans de mandat continu, Palmerston se trouve dans l'opposition.
Le 26 février 1828, Palmerston prononce un discours en faveur de l'émancipation catholique. Il estime qu'il est inopportun de soulager les « griefs imaginaires » des dissidents de l'église établie tout en même temps de « véritables afflictions frappant les catholiques » de la Grande-Bretagne. Palmerston soutient également la campagne visant à faire adopter le projet de loi sur la réforme afin d'étendre le droit de vote à un plus grand nombre d'hommes en Grande-Bretagne. L'un de ses biographes a déclaré : « Comme beaucoup de Pittites, maintenant étiquetés de tories, il était un bon whig de cœur ». Le Roman Catholic Relief Act 1829 est adopté par le Parlement en 1829, alors que Palmerston est dans l’opposition. La Loi de grande réforme est adoptée par le Parlement en 1832.

### Secrétaire aux Affaires étrangères (1830-1841)
Les révolutions de 1830 bouleversent l’ordre politique européen issu du Congrès de Vienne. Le royaume des Pays-Bas est coupé en deux par la révolution belge, le Portugal plonge dans la guerre civile et l’Espagne s’apprête à mettre sur le trône une Infante mineure. La Pologne se dresse contre la Russie. Lord Palmerston doit affronter ces diverses difficultés diplomatiques.
Lorsque la Belgique se cherche un roi en 1831, la candidature de Léopold de Saxe-Cobourg-Gotha, suggérée par Paul Devaux recueille immédiatement les faveurs de Lord Palmerston, alors secrétaire d'État au Foreign Office. Celui-ci fait savoir à Joseph Lebeau que la Belgique pourrait peut-être racheter le Luxembourg si Léopold est élu roi des Belges. Joseph Lebeau obtient alors facilement du Congrès national l'élection du prince de Saxe-Cobourg-Gotha (il est élu avec 152 votes sur 196).
Lord Henry Palmerston est bien décidé à saisir le moindre prétexte pour ouvrir sans restriction la Chine non seulement à la drogue, en provenance d’Inde notamment, mais aussi aux cotonnades du Lancashire et à la quincaillerie de Birmingham. La destruction des caisses d’opium qui appartenaient à des négociants anglais résidant à Canton par le vice-roi Lin Zexu, en juin 1839, fournit le prétexte attendu pour déclencher les hostilités.
Pour Jean-Jacques Brieux, « il y eut un léger choc et tout fut bouleversé. Ce léger choc, ce fut la « guerre de l’opium ». […] À l’occasion d’une cargaison d’opium jetée à la mer par les autorités chinoises, les Anglais firent une démonstration navale devant Canton, puis, le long des côtes de Chine, montèrent vers le nord. Et ce fut, en 1842, le premier de ce qu’on appela les “traités inégaux” ».

### Secrétaire aux Affaires étrangères (1846-1851)
En 1848, il doit arbitrer un conflit diplomatique opposant le royaume à la Grèce, en raison de l'outrage subi par un citoyen britannique juif. Ceci créa aussi des tensions avec la France et la Russie mais participa à l’élaboration de la protection diplomatique des individus en droit international.

### Premier ministre (1855-1858 et 1859-1865)
Il est Premier ministre libéral du Royaume-Uni de 1855 à 1858 et de 1859 à 1865. En 1861, il affronte une crise diplomatique avec les États-Unis, au début de la guerre de Sécession : deux diplomates, envoyés par les États confédérés d'Amérique, John Slidell et James M Mason, sont interceptés par un bâtiment de l'US Navy, sur un navire britannique à destination de Liverpool (affaire du Trent). Palmerston prépare un ultimatum à destination du gouvernement américain exigeant la libération des deux diplomates et des excuses du président Lincoln alors que l'opinion américaine est très remontée contre la Grande-Bretagne ; l'intervention du prince Albert, époux de la reine Victoria, qui atténue la dureté du message, permet de trouver une solution diplomatique qui consiste en la simple libération des diplomates qui arrivent à Liverpool.
Il se montre partisan d'une attitude belliciste à l'égard de la Russie.

## Titres
Il est fait membre de l'ordre de la Jarretière, de l'ordre du Bain et du conseil privé.

## Leader de la franc-maçonnerie
Plusieurs auteurs le présentent comme un leader révolutionnaire maçonnique : (en) Article de The Executive Intelligence Review de 1994 et essai du père Leonard Feeney de 1999.

## Hommages
- L'avenue Palmerston, aménagée dans les années 1880 dans le quartier des squares à Bruxelles, est nommée en sa mémoire[20].
- La ville de Palmerston, en Ontario, au Canada a été fondée et nommée d'après Lord Palmerston en 1875.
- Deux lieux distincts en Nouvelle-Zélande portent son nom : la ville de Palmerston, dans le Sud de l'île, et la ville de Palmerston North, au nord.
- La ville australienne de Darwin avait été nommée Palmerston en l'honneur du vicomte. Cependant, une ville satellite appelée Palmerston a été établie à proximité de Darwin en 1971.
- Palmerston est l'île la plus au nord du groupe des îles Cook situées dans le sud de l'océan Pacifique Sud. Parmi les quelque 15 îles de l'atoll, Palmerston est la seule qui soit habitée.
- Dans le quartier Rathmines de Dublin, dans la banlieue sud, des villas portent le nom de Lord Palmerston, ainsi que des rues : Temple Road et Palmerston Road.
- Plusieurs endroits à Portsmouth portent le nom de Palmerston - notamment le principal quartier commerçant de Southsea, Palmerston Road.
- Palmerston Road à East Sheen, Londres, SW14.
- Palmerston Place dans le West End, Édimbourg, EH12.
- Palmerston Road à Walthamstow, Londres et le Lord Palmerston Pub au croisement de Palmerston Road et de Forest Road.
- La maison publique Lord Palmerston à Dartmouth Park, Londres, NW5, doit son nom à Palmerston.
- Palmerston Park et le Palmerston Hotel à Tiverton, dans le Devon, dans la circonscription de Lord Palmerston, portent son nom.
- Palmerston Park, Southampton, a été nommé d'après lui, tout comme Palmerston Road, à proximité. Une statue de Palmerston en marbre de 2m de haut a été érigée dans le parc et dévoilée le 2 juin 1869.
- Palmerston Street à Derby.
- Palmerston Street à Bedford.
- Palmerston Road et Palmerston Park à l'est de Belfast.
- Palmerston Boulevard et Palmerston Avenue à Toronto portent son nom.
- Palmerston Street à Romsey, Hampshire; il y a aussi une statue de lui sur la place du marché.

## Citations
- « La tête de Napoléon III ressemble à une garenne : les idées s'y reproduisent continuellement, comme les lapins. » [sources ?]
- « L'Angleterre n'a pas d'amis ou d'ennemis permanents, elle n'a que des intérêts permanents. » [sources ?]
- « L'Angleterre n'a pas d'amis, seulement des intérêts. »[21][M. Deniau est romancier, non historien ; M. Deniau ne cite aucune source]
- « Le Romain, dans l'Antiquité, était assuré d'échapper à toute atteinte, parce qu'il pouvait dire : Civis Romanus Sum [Je suis un citoyen romain]. Comme lui, le sujet britannique, dans quelque pays qu'il se trouve, doit pouvoir savoir que l'œil vigilant et le bras armé de l'Angleterre le protégeront de toute injustice et de tout tort. » [sources ?]